# La Veleta
La Veleta es una céntrica plaza de la ciudad española de Albacete. Se conoce también con su nombre al barrio y la zona situados en torno a esta plaza.
Localizada entre los barrios Industria, Feria y Centro de la capital albaceteña, ejerce de nexo de unión entre dos tramos de la avenida Isabel La Católica, una de las vías más importantes de la ciudad.
En la plaza se ubicó desde el siglo XV el convento de San Francisco, un antiguo convento de frailes franciscanos que desapareció en el siglo XIX. El convento tenía una torre coronada por una veleta de hierro. De ahí su nombre.
En el centro de la plaza, de forma triangular, se encuentra una rotonda circular ajardinada y arbolada. Entre sus edificios históricos destacan el grupo escolar Cristóbal Valera, que aún hoy mantiene su actividad y que conserva las entradas separadas de niños y niñas, ya sin uso, y el edificio de principios del siglo XX ubicado en la esquina con la avenida de la Guardia Civil.